# Władysław Daniszewski
Władysław Józef Daniszewski, ps. Alek, ALEK, INNY, KTÓRY, ONŻE, TAMTEN, TEN (ur. 16 maja 1929 w Warszawie, zm. 9 marca 2007 w Szczecinie) – polski dziennikarz i publicysta.

## Życiorys
Syn Stanisława i Marii. Jako harcerz Szarych Szeregów uczestniczył w powstaniu warszawskim (łącznik ps. Wojtek, Ryszard), po upadku powstania przebywał w obozie jenieckim w Langwasser k. Norymbergi. 
Do kraju powrócił w 1947. Do 1949 pracował jako nauczyciel w Szkole Podstawowej dla Dorosłych w Poznaniu. Od 1950 był instruktorem Towarzystwa Wiedzy Powszechnej. Od 14 czerwca 1954 do 1981 był członkiem PZPR. Członek Egzekutywy KW PZPR w Szczecinie (1956–1960). W 1951 ukończył socjologię na Uniwersytecie Poznańskim (dyplom 1968).
W latach 1955–1960 był redaktorem naczelnym szczecińskiej rozgłośni Polskiego Radia, następnie od 7 maja 1963 do 1970 był kierownikiem Wydziału Kultury Wojewódzkiej Rady Narodowej w Szczecinie, przyczyniając się m.in. do uruchomienia w Szczecinie operetki. W marcu 1965 stanął na czele Społecznej Rady Wojewódzkiego Domu Kultury. W latach 70. XX wieku był szefem szczecińskiego oddziału Telewizji Polskiej, zwolniony w czasie stanu wojennego, uczestniczył w kolportażu prasy i wydawnictw niezależnych wśród środowisk dziennikarskich Szczecina. W latach 1980–1982 był członkiem Zarządu Głównego Stowarzyszenia Dziennikarzy Polskich. Był publicystą czasopism: „Obraz”, „Robotnik”, „Robotnik Pomorza Zachodniego” oraz „Solidarność Radia i Telewizji”.
Był mężem Alicji z domu Szymczuk, ojciec Olgi i Małgorzaty.
Zmarł w Szczecinie, pochowany 14 marca 2007 na cmentarzu Centralnym (kwatera SCIANA2BR-3-4).

## Ordery i odznaczenia
- Krzyż Kawalerski Orderu Odrodzenia Polski (1959)
- Srebrny Krzyż Zasługi (1954)[1]
- Złota Odznaka Honorowa Gryfa Zachodniopomorskiego (pośmiertnie, 2009)
- Złota Odznaka za Opiekę nad Zabytkami
- Odznaka „Zasłużony Działacz Kultury”
- Medal XXX-lecia „Gryf Pomorski” za zasługi dla Pomorza Zachodniego (1975)
- Medal 20-lecia STK (1984)
- Honorowa Odznaka Komitetu ds. Radia i Telewizji
- Honorowa Odznaka ZSP (1963)

Źródło:.

## Nagrody i  wyróżnienia
- Dyplom Za Zasługi dla Inwalidów Wojennych (1957)
- Nagroda Miasta Szczecina w dziedzinie publicystyki (1960)
- Dyplom „Przyjaciela Klubu Kontrasty” (1963)
- nagroda Klubu Publicystów Morskich SDP (1975)
- Wyróżnienie (wspólnie z A. Androchowiczem) na VII FFM w Szczecinie za film Jeden za trzy (1976)
- I nagroda OTV Szczecin w konkursie na krótkometrażowy film dokumentalny o tematyce morskiej - Jeden za trzy (1976)
- Puchar Stoczni im. Adolfa Warskiego za film Jeden za trzy (1976)
- nagroda Wojewody Szczecińskiego za publicystykę morską (1981)
- nagroda Klubu Publicystów Polityki Kulturalnej ZG SDP

Źródło:.